# Den Oudsten X97
De Den Oudsten X97 is een autobusmodel van de voormalige Nederlandse busbouwer Den Oudsten te Woerden. Er zijn twee prototypen geproduceerd in de periode 1997-2000, maar tot serieproductie is het niet gekomen.
De X97 is in samenwerking met Fokker Space & Systems ontwikkeld en door Duvedec vormgegeven. In eerste instantie was het Rotterdamse stadsvervoerbedrijf RET de voornaamste initiatiefnemer van het project. Dit werd later overgenomen door het Project Innovatiebevordering van de gemeente Rotterdam en de bedrijven Fokker Space, Holec en Den Oudsten.

## Geschiedenis
Eind jaren negentig startte een consortium in Rotterdam, waarvan Den Oudsten deel uitmaakte, een project om een hybride bus te ontwikkelen. Den Oudsten wilde een nieuwe lichtgewicht bus ontwikkelen met wielnaafmotoren. Het bedrijf zocht contact met Fokker, dat ervaring had met modulair gebouwde lichtgewicht carrosserieën. De eerste bus werd in 1997 geleverd in de groen-witte kleuren van de RET.
Tijdens een van de proefritten raakte de bus oververhit. Tijdens een hellingproef bij de Rijksdienst voor het Wegverkeer op 17 maart 1998 werd de bus voortgetrokken en remde tegelijkertijd op volle kracht, om een afdaling te simuleren. De proef vond plaats met een ballast van watertonnen, overeenkomend met 70 personen. Daarbij raakte de batterij overbelast en brandden de weerstanden door vanwege de grote hoeveelheid extra energie die zich een uitweg zocht. Daardoor brandde het voertuig in twintig minuten geheel af, maar met het verzekeringsgeld kon kort daarna een tweede vrijwel identieke bus worden gebouwd. Deze deed kort dienst bij de RET, maar bleek bij de eerste proeven nauwelijks de Willemsbrug op te kunnen komen. De accu's begaven het regelmatig. 
Dit tweede prototype heeft niet lang gereden en bleef in de garage. Door het faillissement van Den Oudsten in 2001 werd de ontwikkeling niet voortgezet, totdat de bus in 2003 werd verkocht aan het ingenieursbureau E-Traction. Dit bouwde hem om tot een fluisterbus met grotere achterwielen, waardoor hij de bijnaam "The Wheel" kreeg. Hij werd verbouwd conform een overgenomen Berkhof Ambassador van Connexxion. Het doel was beide bussen te vergelijken op de stadslijnen van Apeldoorn, maar de opvolger van Connexxion in die stad, BBA / Veolia, had geen interesse. Daardoor verscheen de X97 niet meer in de reizigersdienst. 

## Verwante modellen
- Fluisterbus
- Den Oudsten X98